# Abbandono (psicologia)
L'abbandono, nell'ambito della psicologia, può essere visto come un'esperienza emotiva universale che può causare notevole disagio emotivo e, in certi casi, portare a disturbi psichici che si possono manifestare attraverso l'angoscia e la solitudine. Esso è solitamente influenzato da variabili individuali, culturali e sociali.
Infatti, se un rapporto affettivo (inteso in senso esteso) tra un individuo e/o più componenti del mondo esterno si spezza, può minare alla base una situazione di stabilità psicologica derivante in parte anche da questo legame.

## Fattori
La situazione è variabile a seconda di molti fattori; innanzitutto, essa dipende dal modo con il quale si è verificata la risoluzione del legame: tanto più la rottura è imprevista, brusca e di difficile risanamento (subentra il timore che non si torni più allo stato precedente), tanto più potrebbe essere grave il danno psichico che ne può conseguire.
Un altro fattore da considerare è relativo al soggetto che subisce l'abbandono: età e personalità rivestono quindi dei ruoli importanti, che possono fare inasprire le reazioni alla rottura del legame affettivo fino a livelli di depressione o fino alla configurazione di stabiliti tratti psicologici, le cosiddette "personalità abbandoniche". Ad esempio secondo uno studio su 230 adolescenti, le esperienze infantili avverse l'influenzano la percezione di se stessi aumentando emozioni come vergogna e senso di colpa.
Infanzia
Nell'infanzia i sentimenti di abbandono sono molto frequenti e di solito legati alla mancanza, temporanea o definitiva, di figure familiari, quali ad esempio la deprivazione dalla madre, studiata nell'ambito psicoanalitico della teoria dell'attaccamento. 
Un caso tipico, anche se generalmente non provoca ripercussioni evidenti a lungo termine, è quello del primo giorno di scuola, in cui il bambino non si vuole privare del caregiver, ciò gli causa momenti di sconforto e di ansia da separazione.
Un caso generalmente traumatico a livello infantile, può essere rappresentato dal bambino privato dal proprio caregiver e collocato in un istituto: ciò può essere fonte di rallentamento dello sviluppo psichico e fisico con probabili deterioramenti cognitivi in riferimento ad attenzione, memoria e funzioni esecutive.
Età adulta
Nell'età adulta la psicopatologia dell'abbandono si verifica, ad esempio, a fronte della scomparsa di persone amate (ad es. per lutto), una condizione che, in alcuni casi, può portare a vissuti depressivi come alla non rassegnazione della fine del rapporto, con il desiderio, più o meno celato, di voler cercare ancora un "contatto" con il defunto.

### Abbandono e cultura
Gli individui che vivono in Paesi maggiormente collettivisti come il Giappone (mentalità che valorizza i legami sociali) tendono a sentire meno solitudine rispetto alle società individualistiche e sono più radicati e inseriti socialmente. Tuttavia le politiche in Danimarca ad esempio sembrano influenzare i livelli di salute, nonostante i valori individualisti. Le persone che vivono nei quartieri partecipano collettivamente ai lavori di ristrutturazione e esistono programmi come i supporti abitativi per persone con difficoltà psicologiche che hanno mostrato livelli di soddisfazione da moderata a alta.